# Ливингстон (округ, Иллинойс)
Ли́вингстон (англ. Livingston County) — округ в штате Иллинойс, США. Официально образован в 1837 году. По состоянию на 2010 год, численность населения составляла 38 950 человек.

## География
По данным Бюро переписи США, общая площадь округа равняется 2 709,143 км2, из которых 2 703,963 км2 — суша, и 1,600 км2, или 0,200 % — это водоёмы.

## Население
По данным переписи населения 2000 года в округе проживает 39 678 жителей в составе 14 374 домашних хозяйств и 9946 семей. Плотность населения составляет 15,00 человек на км2. На территории округа насчитывается 15 297 жилых строений, при плотности застройки около 6,00-ти строений на км2. Расовый состав населения: белые — 92,32 %, афроамериканцы — 5,17 %, коренные американцы (индейцы) — 0,17 %, азиаты — 0,31 %, гавайцы — 0,01 %, представители других рас — 1,22 %, представители двух или более рас — 0,80 %. Испаноязычные составляли 2,66 % населения независимо от расы.
В составе 32,90 % из общего числа домашних хозяйств проживают дети в возрасте до 18 лет, 56,80 % домашних хозяйств представляют собой супружеские пары, проживающие вместе, 8,80 % домашних хозяйств представляют собой одиноких женщин без супруга, 30,80 % домашних хозяйств не имеют отношения к семьям, 26,80 % домашних хозяйств состоят из одного человека, 12,50 % домашних хозяйств состоят из престарелых (65 лет и старше), проживающих в одиночестве. Средний размер домашнего хозяйства составляет 2,51 человека, и средний размер семьи 3,04 человека.
Возрастной состав округа: 25,00 % — моложе 18 лет, 8,20 % — от 18 до 24, 29,60 % — от 25 до 44, 21,90 % — от 45 до 64, и 21,90 % — от 65 и старше. Средний возраст жителя округа — 37 лет. На каждые 100 женщин приходится 97,60 мужчин. На каждые 100 женщин старше 18 лет приходится 95,50 мужчин.
Средний доход на домохозяйство в округе составлял 41 342 USD, на семью — 47 958 USD. Среднестатистический заработок мужчины был 36 414 USD против 23 479 USD для женщины. Доход на душу населения составлял 18 347 USD. Около 5,80 % семей и 8,80 % общего населения находились ниже черты бедности, в том числе — 9,90 % молодежи (тех, кому ещё не исполнилось 18 лет) и 8,50 % тех, кому было уже больше 65 лет.